# Ramslökedalen

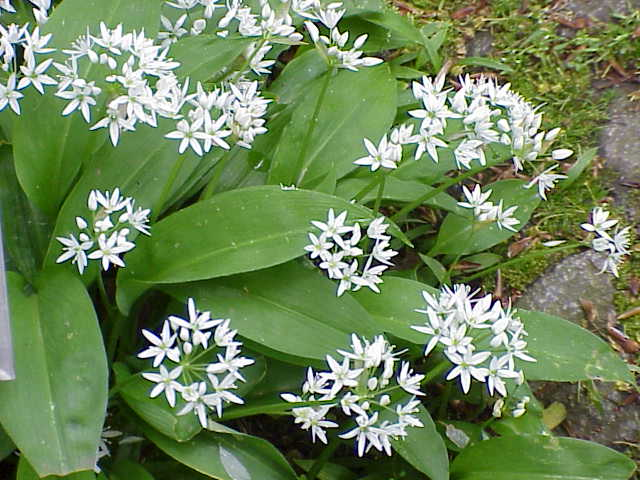
Ramslök

Ramslökedalen är ett naturreservat i Melleruds kommun i Dalsland.
Reservatet ligger i anslutning till akvedukten i Håverud och omfattar 9 hektar. Det är skyddat sedan 2007. I norr ansluter Buteruds naturreservat. I området finns strövstigar och uppbyggda trätrappor. Kraftiga bergskanter sluttar ner mot sjön Åklången. I skogen finns gamla lövträd och tallar. I den rika floran kan tandrot, ramslök och spåtistel nämnas.